# Liste des monuments nationaux du Tolima
Cet article liste les monuments nationaux du département de Tolima, en Colombie. Au 25 septembre 2013, 38 monuments nationaux étaient recensés dans ce département, dont l'ensemble des vieilles locomotives à vapeur en Colombie qui est en commun avec le département du Valle del Cauca.

## Patrimoine matériel
| Code national | Monument                                                                                              | Municipalité(s)                                           | Adresse | Coordonnées                        | Date | Illustration                              |
| ------------- | --- | --------------------------------------------------------- | ------- | ---------------------------------- | ---- | ----------------------------------------- |
|               | Gare ferroviaire de Caldas                                                                            | Alvarado                                                  |         | 4° 33′ 47″ nord, 74° 56′ 15″ ouest | 1996 | Image manquante Téléverser                |
|               | Centre historique d'Ambalema                                                                          | Ambalema                                                  |         | à géolocaliser                     | 1980 | Centre historique d'Ambalema              |
|               | Gare ferroviaire d'Ambalema                                                                           | Ambalema                                                  |         | à géolocaliser                     | 1996 | Image manquante Téléverser                |
|               | Gare ferroviaire de Beltrán                                                                           | Ambalema                                                  |         | à géolocaliser                     | 1996 | Image manquante Téléverser                |
|               | Gare ferroviaire d'Armero-Guayabal                                                                    | Armero-Guayabal                                           |         | à géolocaliser                     | 1996 | Image manquante Téléverser                |
|               | Gare ferroviaire de San Felipe                                                                        | Armero-Guayabal                                           |         | 5° 07′ 00″ nord, 74° 54′ 00″ ouest | 1996 | Image manquante Téléverser                |
|               | Gare ferroviaire de Gualanday                                                                         | Coello                                                    |         | à géolocaliser                     | 1996 | Image manquante Téléverser                |
|               | Gare ferroviaire de Coyaima                                                                           | Coyaima                                                   |         | à géolocaliser                     | 1996 | Image manquante Téléverser                |
|               | Gare ferroviaire de Castilla                                                                          | Coyaima                                                   |         | à géolocaliser                     | 1996 | Image manquante Téléverser                |
|               | Gare ferroviaire d'Espinal                                                                            | Espinal                                                   |         | à géolocaliser                     | 1996 | Image manquante Téléverser                |
|               | Gare ferroviaire de Santa Ana                                                                         | Espinal                                                   |         | à géolocaliser                     | 1996 | Image manquante Téléverser                |
|               | Gare ferroviaire de Chicoral                                                                          | Espinal                                                   |         | à géolocaliser                     | 1996 | Image manquante Téléverser                |
|               | Gare ferroviaire de Guamo                                                                             | El Guamo                                                  |         | à géolocaliser                     | 1996 | Image manquante Téléverser                |
|               | Centre-ville de Honda                                                                                 | Honda                                                     |         | à géolocaliser                     | 1977 | Image manquante Téléverser                |
|               | Place du Marché                                                                                       | Honda                                                     |         | à géolocaliser                     | 1996 | Image manquante Téléverser                |
|               | Gare ferroviaire d'Alfonso López                                                                      | Honda                                                     |         | à géolocaliser                     | 1996 | Image manquante Téléverser                |
|               | Gare ferroviaire de Honda                                                                             | Honda                                                     |         | à géolocaliser                     | 1996 | Image manquante Téléverser                |
|               | Gare ferroviaire de Perico                                                                            | Honda                                                     |         | à géolocaliser                     | 1996 | Image manquante Téléverser                |
|               | Pont Navarro                                                                                          | Honda                                                     |         | 5° 12′ 09″ nord, 74° 44′ 00″ ouest | 1994 | Pont Navarro                              |
|               | Collection de toiles du Maître Domingo Moreno Otero dans le Salon Alberto Castilla                    | Ibagué                                                    |         | à géolocaliser                     | 1996 | Image manquante Téléverser                |
|               | Conjunto de inmuebles de propiedad del conservatorio Alberto Castilla                                 | Ibagué                                                    |         | à géolocaliser                     | 2003 | Image manquante Téléverser                |
|               | Conservatoire de musique Alberto Castilla                                                             | Ibagué                                                    |         | à géolocaliser                     | 1994 | Conservatoire de musique Alberto Castilla |
|               | Edificio del Antiguo Panóptico de Ibagué                                                              | Ibagué                                                    |         | à géolocaliser                     | 1998 | Edificio del Antiguo Panóptico de Ibagué  |
|               | Granja San Jorge                                                                                      | Ibagué                                                    |         | à géolocaliser                     | 1998 | Image manquante Téléverser                |
|               | Salon Alberto Castilla dans lequel est exposée la collection de toiles du Maître Domingo Moreno Otero | Ibagué                                                    |         | à géolocaliser                     | 1996 | Image manquante Téléverser                |
|               | Théâtre Tolima                                                                                        | Ibagué                                                    |         | à géolocaliser                     | 1996 | Théâtre Tolima                            |
|               | Gare ferroviaire de Buenos Aires                                                                      | Ibagué                                                    |         | 4° 19′ 47″ nord, 75° 04′ 41″ ouest | 1996 | Image manquante Téléverser                |
|               | Gare ferroviaire de Picaleña                                                                          | Ibagué                                                    |         | 4° 24′ nord, 75° 09′ ouest         | 1996 | Gare ferroviaire de Picaleña              |
|               | Gare ferroviaire de Mariquita                                                                         | Mariquita                                                 |         | à géolocaliser                     | 1996 | Image manquante Téléverser                |
|               | Vieux quartier de Mariquita                                                                           | Mariquita                                                 |         | à géolocaliser                     | 1959 | Vieux quartier de Mariquita               |
|               | Gare ferroviaire de Belu                                                                              | Natagaima                                                 |         | à géolocaliser                     | 1996 | Image manquante Téléverser                |
|               | Gare ferroviaire de Campamento Dussán                                                                 | Natagaima                                                 |         | à géolocaliser                     | 1996 | Image manquante Téléverser                |
|               | Gare ferroviaire de Natagaima                                                                         | Natagaima                                                 |         | à géolocaliser                     | 1996 | Image manquante Téléverser                |
|               | Gare ferroviaire de Doima                                                                             | Piedras                                                   |         | à géolocaliser                     | 1996 | Image manquante Téléverser                |
|               | Gare ferroviaire de Saldaña                                                                           | Saldaña                                                   |         | à géolocaliser                     | 1996 | Image manquante Téléverser                |
|               | Gare ferroviaire de Palmarrosa                                                                        | Venadillo                                                 |         | à géolocaliser                     | 1996 | Image manquante Téléverser                |
|               | Ensemble des vieilles locomotives à vapeur en Colombie                                                | S'étend sur 2 départements : - Flandes (TOL) - Cali (VAC) |         | à géolocaliser                     | 1998 | Image manquante Téléverser                |